# Stephen Sexton
Pour les articles homonymes, voir Sexton.
Stephen Sexton, né en 1988, est un poète nord-irlandais.
En 2017, Stephen Sexton remporte le concours national de poésie avec son poème The Curfew. Il reçoit également le prix Eric-Gregory en 2018,. En 2019, son recueil de poésie If All the World and Love Were Young, publié chez Penguin Books, est nommé pour le prix Forward (en) du meilleur premier recueil,.
Sexton est maître de conférences en poésie et en écriture créative à l'Université Queen's de Belfast.